# 切斯尼夫斯基拉科韋茨
49°49′52″N 25°40′17″E / 49.83111°N 25.67139°E
切斯尼夫斯基拉科韋茨（羅馬化：Chsnivskyi Rakovets）是烏克蘭的村落，位於該國西部捷爾諾波爾州，由捷尔诺波尔区負責管轄，始建於1227年，面積1.58平方公里，2001年人口284，人口密度每平方公里179.8人。